# Уж-рыболов Шнайдера
Уж-рыболов Шнайдера (лат. Xenochrophis piscator) — неядовитая змея семейства ужеобразных.

## Описание
Общая длина достигает 1,2 м. Имеет очень сильное, крепкое, мускулистое туловище. Самки немного длиннее и массивнее самцов. Голова небольшая, едва заметно расширена по сравнению с туловищем, морда конусообразная. Окраска оливково-коричневая или оливково—зелёная на спине и палевая или белая на брюхе. Многочисленные светлые или тёмные пятна на спине могут образовывать характерный шахматный рисунок.

## Распространение
Обитает на Шри-Ланке, в Афганистане, Пакистане, Индии, на западе Малайзии, Китае, Вьетнаме, на Тайване и островах Суматра, Ява, Калимантан, Сулавеси (Индонезия).

## Образ жизни
Любит места вблизи водоёмов. Ведёт полуводный образ жизни, обитает на рисовых полях, в прудах, канавах, небольших реках и озёрах. Это очень быстрая, энергичная и агрессивная змея. Активная преимущественно днём , но нередко охотится ночью. Питается рыбой, лягушками, головастиками. Подстерегает добычу, после чего зажимает её «в тиски» своими челюстями и, если жертва захвачена удачно, начинает её медленно заглатывать. Один из самых агрессивных видов ужей-рыболовов, обладающий молниеносной реакцией и на редкость нетерпимым характером.
Это яйцекладущая змея. Становится половозрелой в 3 года при длине от 80 см. Самка откладывает до 12 яиц.